# Looking East
Looking East è un album di Jackson Browne, pubblicato su CD dalla Elektra Records nel febbraio del 1996. I brani furono registrati al Groove Masters di Santa Monica, California (Stati Uniti).

## Tracce
1. Looking East – 4:57 (Jackson Browne, Jeff Young, Kevin McCormick, Luis Conte, Mark Goldenberg, Mauricio Lewak, Scott Thurston)
2. The Barricades of Heaven – 5:42 (Jackson Browne, Jeff Young, Kevin McCormick, Luis Conte, Mark Goldenberg, Mauricio Lewak, Scott Thurston)
3. Some Bridges – 4:51 (Jackson Browne, Jeff Young, Kevin McCormick, Luis Conte, Mark Goldenberg, Mauricio Lewak, Scott Thurston)
4. Information Wars – 5:14 (Jackson Browne, Jeff Cohen, Jeff Young, Kevin McCormick, Luis Conte, Mark Goldenberg, Mauricio Lewak, Scott Thurston)
5. I'm the Cat – 3:56 (Jackson Browne, Jeff Young, Kevin McCormick, Luis Conte, Mark Goldenberg, Mauricio Lewak, Scott Thurston)
6. Culver Moon – 5:45 (Jackson Browne, Jeff Young, Kevin McCormick, Luis Conte, Mark Goldenberg, Mauricio Lewak, Scott Thurston)
7. Baby How Long – 5:05 (Jackson Browne)
8. Niño – 5:13 (Jackson Browne, Jeff Young, Jorge Calderon, Kevin McCormick, Luis Conte, Mark Goldenberg, Mauricio Lewak, Scott Thurston, Valerie Carter)
9. Alive in the World – 4:51 (Jackson Browne)
10. It Is One – 4:54 (Jackson Browne, Jeff Young, Kevin McCormick, Luis Conte, Mark Goldenberg, Mauricio Lewak, Scott Thurston, Valerie Carter)

## Musicisti
Looking East
- Jackson Browne - voce
- Mark Goldenberg - chitarra
- Scott Thurston - chitarra
- Waddy Wachtel - chitarra
- Benmont Tench - organo hammond
- Kevin McCormick - basso, chitarra acustica
- Mauricio Lewak - batteria
- Luis Conte - percussioni
- Vonda Shepard - armonie vocali

The Barricades of Heaven
- Jackson Browne - chitarra acustica, voce
- Mark Goldenberg - chitarra
- Scott Thurston - chitarra, armonie vocali
- Mike Campbell - chitarra elettrica a dodici corde
- Jeffrey Young - organo hammond
- Kevin McCormick - basso, chitarra acustica
- Mauricio Lewak - batteria
- Luis Conte - percussioni

Some Bridges
- Jackson Browne - voce
- David Lindley - chitarra lap steel
- Scott Thurston - chitarra, armonie vocali
- Mark Goldenberg - chitarra
- Jeffrey Young - organo hammond, armonie vocali
- Kevin McCormick - basso
- Mauricio Lewak - batteria
- Luis Conte - percussioni

Information Wars
- Jackson Browne - voce
- Scott Thurston - chitarra elettrica, armonie vocali
- Mark Goldenberg - oud, chitarra elettrica
- Jeffrey Young - organo hammond, accompagnamento vocale, coro
- Kevin McCormick - basso, armonie vocali
- Mauricio Lewak - batteria
- Luis Conte - percussioni
- Mark Vieha - arrangiamenti coro, accompagnamento vocale, coro
- Mark Campbell - accompagnamento vocale, coro
- James Gilstrap - accompagnamento vocale, coro
- Phil Perry - accompagnamento vocale, coro
- Suzie Benson - accompagnamento vocale, coro
- Sally Stevens - accompagnamento vocale, coro
- Beth Anderson - accompagnamento vocale, coro
- Kipp Lennon - accompagnamento vocale, coro
- Jim Haas - accompagnamento vocale, coro
- John Joyce - accompagnamento vocale, coro

I'm the Cat
- Jackson Browne - chitarra, voce
- Mark Goldenberg - chitarra
- Mike Campbell - chitarra
- Scott Thurston - chitarra baritono
- Jeffrey Young - organo hammond, armonie vocali
- Kevin McCormick - basso
- Mauricio Lewak - batteria
- Luis Conte - percussioni
- Sir Harry Bowens - armonie vocali
- Willie Greene - armonie vocali

Culver Moon
- Jackson Browne - voce
- Scott Thurston - chitarra, armonie vocali
- Mark Goldenberg - chitarra
- Jeffrey Young - organo hammond
- Kevin McCormick - basso
- Mauricio Lewak - batteria
- Luis Conte - percussioni

Baby How Long
- Jackson Browne - voce
- Ry Cooder - chitarra slide
- Mark Goldenberg - chitarra
- Scott Thurston - chitarra
- Jeffrey Young - organo hammond
- Kevin McCormick - basso
- Mauricio Lewak - batteria
- Luis Conte - percussioni
- Bonnie Raitt - armonie vocali
- Renée Geyer - armonie vocali

Niño
- Jackson Browne - chitarra, voce
- Mark Goldenberg - chitarra
- Scott Thurston - pianoforte
- Jeffrey Young - organo hammond
- Kevin McCormick - basso
- Mauricio Lewak - batteria
- Luis Conte - percussioni
- Jorge Calderon - armonie vocali, coro in spagnolo
- Valerie Carter - armonie vocali
- Katia Cardenal - coro in spagnolo
- Salvador Cardenal - coro in spagnolo

Alive in the World
- Jackson Browne - chitarra acustica, pianoforte, voce
- Scott Thurston - chitarra
- Mark Goldenberg - chitarra
- Jeffrey Young - organo hammond
- Kevin McCormick - basso
- Mauricio Lewak - batteria
- Luis Conte - percussioni
- David Crosby - armonie vocali
- Vonda Shepard - armonie vocali
- Severin Browne - armonie vocali

It Is One
- Jackson Browne - chitarra, voce
- Scott Thurston - chitarra baritono
- Mark Goldenberg - chitarra
- Jeffrey Young - tastiere, armonie vocali
- Kevin McCormick - basso, armonie vocali
- Mauricio Lewak - batteria
- Luis Conte - percussioni
- Valerie Carter - armonie vocali[1][3]